# QtScript
QtScript是一個Qt 4.3.0及以後版本的腳本引擎。
這個腳本語言是基於ECMAScript語言，ECMA-262標準。該函式庫包含引擎，和一個C++的API作為執行QtScript代碼和創建自定的QObject衍生C++類別，作為QtScript使用。
QtScript Binding Generator提供Qt API的綁定作為ECMAScript直接的存取。QtScript和Binding Generator被用於Amarok 2的腳本系統。
目前版本(Qt 4.7)实现使用JavaScriptCore并且不会进一步开发。这个模块在Qt 5.5版本中被舍弃。

## Qt Script for Applications（QSA）
早期的腳本引擎稱為Qt Script for Applications（QSA），是Qt Software推出且獨立於Qt函式庫，在GPL和商業許可雙授權下發布。
QtScript釋出後，QSA已經過時了，並在2008年結束支援。

## 外部連結
- QtScript module
- QSA documentation（version 1.2.2）
- Last working snapshot of QSA homepage from archive.org
- QSA download directory[永久]